# StarCraft: Brood War
StarCraft: Brood War (traducido como Guerra de Especies) es la única expansión oficial del videojuego de estrategia StarCraft. Fue producida por Saffire y Blizzard Entertainment y publicada en 1998 en Estados Unidos y en 1999 en Europa. Incluye una nueva campaña para el juego individual que consta de tres capítulos que continúan la historia de StarCraft original, nuevas unidades, actualizaciones y tipos de terreno. StarCraft: Brood War pertenece al universo StarCraft creado por Blizzard Entertainment donde se engloban todos los productos relacionados con la saga.

## Historia de Brood War

### Las cenizas de Aiur
Solo han pasado unos días desde que el héroe Protoss, Tassadar, se sacrificó para destruir a la vil Supermente Zerg. Como consecuencia de la apocalíptica destrucción de la Supermente, el mundo Protoss de Aiur quedó devastado y estéril. Muchos de los Zerg sin mente que sobrevivieron a la espantosa batalla empezaron a recorrer sin control los campos calcinados de Aiur.
El Cónclave, que había gobernado las tribus Protoss durante miles de años, quedó destruido junto con casi el 70% de la población de Aiur. Por ello, solo quedó un puñado de héroes para cuidar de los acosados supervivientes de su mundo. El Judicator Aldaris, el Pretor Fénix, el Templario Tétrico Zeratul y su compañero Terran Jim Raynor se agruparon para unir y liderar a los dispersos supervivientes. Pero los Zerg, lanzados a su malvada mente genocida, seguían cazando y 
matando a todos los Protoss que encontraban.
Aunque el destino había conspirado en su contra y habían perdido casi todo lo que querían, los valientes héroes Protoss jamás perdieron la esperanza de que algún día llegaría su liberación.
Ese día llegó cuando Jim Raynor y Zeratul escapan de Aiur con algunos sobrevivientes y los pocos Templarios que aún quedaban entre los escombros de sus templos. Ellos huyeron hacia Shakuras, el planeta de destierro de los Templarios Tétricos, donde pensaban formar una pequeña base junto con los otros templarios para poder volver a Aiur y restaurar su gran civilización.

### El emperador y su dominio
Mientras la lucha titánica entre los Protoss y los Zerg llegaba a su punto culminante en el planeta Aiur, Arcturus Mengsk tomó medidas para consolidar su propio poder dentro del recién creado Dominio Terran. Tras coronarse a sí mismo emperador del Dominio, todas las colonias Terran dentro del Sector Koprulu quedaron unidas bajo un solo gobierno soberano por primera vez. Con el general Edmund Duke de su lado, Mengsk no encontró oposición por parte de ninguna de las principales milicias Terran del sector. Tras haber reforzado los ejércitos del Dominio reclutando por la fuerza a los guerreros que quedaban de la difunta Confederación Terran, Mengsk se dispuso a fortalecer los diversos mundos que tenía a su cargo. Cuando concluyó la última batalla en Aiur y los Zerg se esparcieron caóticamente por todo el sector, Mengsk se preguntó qué habría sido de su antigua teniente, Sarah Kerrigan, la supuesta Reina de Espadas.

### El plan final
A años luz de distancia, muy lejos de la épica lucha entre los Protoss y los Zerg, los guardianes del planeta Tierra observaban y esperaban. Los rebeldes Terran del Sector Koprulu no conocían el hecho de que todos sus movimientos habían quedado registrados desde su exilio de La Tierra. La Liga de Poderes Unidos o el LPU (United Powers League), la inmensa institución burocrática que gobernaba La Tierra y sus planetas hermanos, había estudiado los lentos avances y las feroces luchas internas de las colonias de Koprulu durante generaciones.
La LPU había sido testigo silencioso de la fundación de la Confederación Terran y de los múltiples conflictos entre las diversas milicias Terran. En términos generales, la LPU se conformaba con observar a sus inconscientes colonos sin interferir directamente en sus asuntos. Solo cuando se descubrió la existencia de especies alienígenas en el Sector Koprulu, la LPU decidió por fin emprender acciones decisivas. 
Nunca hasta entonces se había encontrado la humanidad con especies alienígenas de ningún tipo. Por ello, este hecho sin precedentes provocó el pánico generalizado en la LPU. Con independencia de lo que les ocurriera a las sacrificables colonias de Koprulu, la LPU no podía dejar que unos alienígenas invadiesen la Tierra. Así nace el "Directorio de Unión Terrestre" (DUT). Adoptando una postura más activa y militarista con respecto al asunto alienígena, el DUT dedicó todos sus considerables recursos al estudio de los alienígenas y sus maniobras. Después de hacer un seguimiento de los Protoss y los Zerg durante varios meses, el DUT obtuvo datos sobre los puntos débiles y fuertes de las dos razas. Creyendo que eran capaces de enfrentarse a cualquier ataque de los alienígenas, el DUT organizó una fuerza militar expedicionaria para acabar con el conflicto de Koprulu por todos los medios necesarios. 
La fuerza expedicionaria, al mando del brillante almirante Gerard DuGalle, tenía además un objetivo secundario. El almirante DuGalle tenía orden de hacerse con el control de las crías Zerg y utilizarlas para apaciguar la actividad de los Protoss en el sector. Al hacerlo, garantizaría la supervivencia y la prosperidad de la humanidad en toda la galaxia.

## Nuevos capítulos

### Episodio IV. La resistencia.
En este episodio controlamos a los Protoss.
Después del sacrificio de Tassadar, los Zerg se encuentran gravemente desorganizados en el planeta nativo de los Protoss aunque siguen siendo muy numerosos. Excepto algunas fuerzas Protoss lideradas por Jim Raynor y el Pretor Fénix que permanecieron en Aiur contraatacando a los Zerg, el resto de los refugiados de la armada Protoss se retiró a Shakuras, el planeta de los Templarios Tétricos, utilizando un portal interdimensional a pesar de la negativa del Judicator Aldaris, antiguo líder del ahora devastado Cónclave.
De todas formas, a pesar de los esfuerzos de Raynor y Fénix, los Protoss son perseguidos por los Zerg hasta allí. Los Protoss y los Templarios Tétricos, con la asistencia de la matriarca de los Templarios Tétricos, Raszagal, aceptan a regañadientes unirse a las fuerzas Zerg de Sarah Kerrigan después de que ella explicara que es libre del control de la Supermente y que una nueva Supermente está creciendo en el planeta Char. Kerrigan les propone asesinarla antes de que alcance la madurez. A cambio, los Protoss piden un favor: recuperar dos cristales. Estos dos antiguos cristales, contienen los poderes de los Altos Templarios y de los Templarios Tétricos y deben ser recuperados para derrotar a los Zerg en Shakuras.
Los dos cristales son descubiertos y la Supermente es mutilada para frenar su crecimiento. Durante la batalla, una gran flota Terran del lejano Directorio de Unión Terrestre (DUT) interviene, y Aldaris, confundido aún por su alianza con la Reina de Espadas y la confianza que el Templario Tétrico deposita en ella, reúne ayuda y declara la guerra a las fuerzas de Zeratul y al Templario Tétrico. Cuando Aldaris está a punto de revelar el porqué de su alianza, Sarah Kerrigan lo asesina y posteriormente ella es desterrada de Shakuras. Los dos cristales, imbuidos con el poder de los dos templarios son fusionados en el templo Xel'Naga de Shakuras. Las dos energías se unen y destruyen a todos los Zerg del planeta, salvando a los Protoss.

#### Misiones del episodio
1. Huida de Aiur
2. Dunas de Shakuras
3. El legado de los Xel´Naga
4. La búsqueda del Uraj
5. La batalla de Braxis
6. Regreso a Char
7. El insurgente
8. Cuenta AtrásPelícula: La furia de los Xel´Naga

### Episodio V. El Puño de Hierro.
En este episodio controlamos a los Terran.
El jugador se une a la fuerza expedicionaria del Directorio de Unión Terrestre (DUT) que pretende dominar los mundos Terran de este sector pero sus acciones despóticas pronto convierten a varias facciones de Zerg y Protoss en sus enemigos. Su primer enemigo en caer es el Dominio de Arcturus Mengsk, conquistado por las fuerzas del DUT en la capital de Korhal, su planeta.
Raynor consigue rescatar a Mengsk antes de que sea capturado por el DUT y los dos escapan al planeta de origen de los Protoss, Aiur, donde algunas fuerzas Protoss dispersas y lideradas por él y Fénix siguen en guerra contra los restos de la invasión Zerg. Después, el DUT los persigue hasta este planeta pero es incapaz de localizarlos porque escapan por un portal dimensional Protoss. Si bien divididos por las sospechas de un espía humano infectado por los Zerg, Samir Duran, que vuelve al Almirante DuGalle contra su segundo de a bordo, el vicealmirante Stukov y lo convence de matarlo, el DUT consigue capturar y esclavizar a la nueva Supermente y controlar el enjambre Zerg al final se descubre que el verdadero traidor era Duran y que desde un principio quería destruir el disruptor psiónico y matar al vicealmirante .

#### Misiones del episodio
1. Primer ataque
2. Los astilleros Dylarian
3. Ruinas de Tarsonis
4. Ataque a Korhal
5. 1. La caída del emperador (En tierra)
  2. La caída del emperador (Aves de guerra)
6. La huida del emperador
7. Sangre de patriota
8. Encadenar a la bestiaPelícula: Informe de la victoria del DUT

### Episodio VI. La Reina de Espadas.
En este episodio controlamos a los Zerg.
Con la gran flota DUT controlando un número creciente de Zerg, Sarah Kerrigan se encuentra gravemente amenazada. Viéndose como una víctima y con el combinado Zerg-DUT como mayor enemigo (y después del concienzudo uso de amenazas y rehenes), Kerrigan y su nuevo aliado Samir Duran logran ayuda, aunque no con mucho agrado, del disperso Dominio Terran de Mengsk y de las fuerzas Protoss que permanecieron en Aiur y no viajaron a Shakuras, lideradas por Raynor y Fénix. Esta alianza consigue reconquistar el desierto de Korhal del control del DUT gracias a su supuesto trato con el emperador Mengsk, pero después de conseguir la victoria, Kerrigan se vuelve en contra de cada uno de sus aliados uno a uno, resultando muertos Fénix y el general Edmund Duke.
Seguidamente, las fuerzas de Kerrigan llegan al planeta originario de los Templarios Tétricos, Shakuras, y consiguen capturar a la matriarca, Raszagal. Con la matriarca como prisionera, Kerrigan persuade a Zeratul para que la ayude a destruir la Supermente controlada por el DUT. La Supermente es asesinada por el templario tétrico y Kerrigan obtiene el control absoluto sobre el enjambre Zerg. Antes de la desaparición de la Supermente se descubre que Raszagal ha sido infectada por Kerrigan, incluso antes de la llegada de Zeratul a Shakuras, y que ha sido utilizada como un simple señuelo de Kerrigan todo el tiempo (cosa que sospechó Aldaris antes de ser asesinado por Kerrigan). Esto obliga a Zeratul a asesinar a Raszagal delante de sus narices. Después de todo esto, Kerrigan derrota a los Protoss, al DUT y la flota del Dominio Terran en una batalla épica singular y se consagra como la fuerza dominante del Sector Koprulu.
Antes de la gran batalla de este capítulo, Samir Duran desaparece misteriosamente para el enfado de Kerrigan. Ella no lo sabe pero el jugador puede llegar a saberlo en un escenario secreto llamado "Orígenes oscuros". La alianza de Samir Duran con Kerrigan fue otro engaño de él. Secretamente, Duran ha estado realizando experimentos para crear híbridos Zerg/Protoss y sus instalaciones se encuentran repartidas por la zona. Además, él es descubierto por Zeratul y también el resto de sus fuerzas dispersas. Samir Duran revela que está trabajando en la creación de una nueva fuerza todavía sin nombre. Advierte a Zeratul que el híbrido que ha descubierto es uno de tantos y que llevará sus experimentos hasta el final.

#### Misiones del episodio
1. Vil disrupción
2. Reino de fuego
3. El combinado Kel-Morian
4. La liberación de Korhal
5. Traición
6. La furia del enjambre
7. Tirando de la red
8. Matar a la bestia
9. El ajuste de cuentas
10. OmegaPelícula:

```
La Ascensión de Kerrigan
```

## Nuevos terrenos
*Crepúsculo. Usado para representar Shakuras.
*Desierto. Usado para representar Korhal.
*Hielo. Usado en el frío mundo de Braxis.

## Nuevas unidades

### Terran
- Médico - Unidad terrestre que se encarga de curar (recuperar los puntos de vida y/o remover estados nocivos) a las unidades orgánicas heridas (incluyendo VCEs). También puede cegar enemigos con Bengalas ópticas o restaurar el estado de distintas unidades. No tiene capacidad de ataque.
- Valquiria - Nave capaz de lanzar ráfagas de 8 misiles H.A.L.O. de daño expansivo contra otras unidades áreas.

### Zerg
- Devorador - Evolución del Mutalisco, solo ataca a otras unidades aéreas y es capaz de utilizar esporas ácidas para reducir temporalmente las defensas de sus objetivos.
- Merodeador - Evolución del Hidralisco que solo ataca otras unidades terrestres tras enterrarse en el subsuelo. Lanza espinas que pueden hacer daño a múltiples unidades.

### Protoss
- Templario Tétrico - Estos poderosos guerreros, que obtienen poderes secretos del gélido vacío del cosmos, pueden rodearse de una luz que los hace invisibles a todos los efectos. Armados con una tecnología de espadas psiónicas, los Templarios Tétricos luchan sin piedad por proteger a su raza y los antiguos secretos de las tribus.
- Arconte Tétrico - Unidad que se genera tras la fusión de dos Templarios Tétricos. No posee ataques normales pero tiene habilidades que le son útiles para ganar el control de unidades enemigas, paralizarlas o causarles daño usando la energía que tengan.
- Corsario - Nave que únicamente puede atacar a otras unidades aéreas. Sus disparos no son muy potentes pero poseen alto ritmo de disparo. Además posee la habilidad de crear una red disruptora que impide que las unidades dentro de él ataquen.

## Nuevos personajes y héroes

### Terran
- Teniente Samir Duran.
- Almirante Gerard DuGalle.
- Vicealmirante Alexei Stukov.

### Zerg
- Samir Duran

### Protoss
- Pretor Artanis.
- Matriarca de los Templarios Tétricos Raszagal.
- Judicator Aldaris.

El terran Gerard DuGalle y los protoss Raszagal y Aldaris, al igual que otros personajes del juego Starcraft no son personajes o unidades jugables ni salen en el Editor de Campañas de Starcraft, esto creó decepción o desilusión a muchos fanes de Starcraft, y hubo algunas críticas al juego por no verse muy trabajado. Estos personajes son jugables en el editor de campaña no oficial...